# Coralliophila monodonta
Coralliophila monodonta là một loài ốc biển, là động vật thân mềm chân bụng sống ở biển thuộc họ Muricidae, họ ốc gai.

## Miêu tả
Kích thước vỏ ốc khoảng 16 mm và 35 mm

## Phân bố
Loài này phân bố ở Biển Đỏ và ở Ấn Độ Dương dọc theo Aldabra, Chagos và Madagascar